# COSAFA Cup 2006
COSAFA Cup 2006 – odbył się w dniach od 29 kwietnia do 21 października 2006 roku. W turniej brało udział 13 reprezentacji:
- Angola
- Botswana
- Lesotho
- Madagaskar
- Malawi
- Mauritius
- Mozambik
- Namibia
- Południowa Afryka
- Seszele
- Suazi
- Zambia
- Zimbabwe

Zwycięzcą turnieju została Zambia.

## Faza grupowa

### Grupa A

#### Półfinały
| 29 kwietnia 2006 | Angola · Akwá 3' · Akwá 28' · Akwá 55' · Love 89' | 5:12:1 | Mauritius · Jerry Louis 2' | Maseru, Lesotho Sędzia: Samuel Moeketsi Lesotho |
|                  |                                                   |        |                            |                                                 |

| 29 kwietnia 2006                                                                              | Lesotho | 0:0 k. 5:4                                  | Mozambik | Maseru, Lesotho Sędzia: Simon Jovinala (Malawi) |
|                                                                                               |         |                                             |          |                                                 |
|                                                                                               |         | Rzuty karne                                 |          |                                                 |
| Lehlohonolo Seema · Motlatsi Shale · Ranchobe Thulo · Ralekoti Mokhahlane · Malebanye Ramoabi |         | Macamito · Nando · Domingues · Jerry · Mano |          |                                                 |

#### Mecz o 3. miejsce
30 kwietnia 2006
| Mauritius                    | 0 – 0             | Mozambik          | Maseru, Lesotho Sędzia: Samuel Moeketsi (Lesotho) |
|                              | Rzuty karne 4 – 5 |                   |                                                   |
| Gilbert Bayaram – gol        |                   | Macamito – gol    |                                                   |
| Jerry Louis – niecelny       |                   | Nando – obroniony |                                                   |
| Ricardo Naboth – gol         |                   | Domingues – gol   |                                                   |
| Giovany Jeannot – gol        |                   | Jerry – gol       |                                                   |
| Jimmy Cundasamy – gol        |                   | Mano – gol        |                                                   |
| Guillano Eduoard – obroniony |                   | Gabito – gol      |                                                   |

#### Finał
30 kwietnia 2006
| Lesotho               | 1 – 3 (0-0) | Angola           | Maseru, Lesotho Sędzia: Frank Mlangeni (Suazi) |
| Bushi Moletsane (89′) |             | Mateus 47′       |                                                |
|                       |             | Zé Kalanga (50′) |                                                |
|                       |             | Zé Kalanga (61′) |                                                |

### Grupa B

#### Półfinały
20 maja 2006
| Botswana | 2 - 0 (0-0) | Madagaskar | Gaborone, Botswana |
| Suazi    | 0 – 1 (0-1) | RPA        | Gaborone, Botswana |

#### Mecz o 3. miejsce
21 maja 2006
| Madagaskar | 0 – 2 (0-0) | Suazi | Gaborone, Botswana |

#### Finał
21 maja 2006
| Botswana | 0 – 0, karne: 6:5 | RPA | Gaborone, Botswana |

### Grupa C

#### Półfinały
22 lipca 2006
| Zambia  | 3 - 1 (0-1)             | Malawi  | Katatura, Namibia |
| Namibia | 1 – 1, karne: 2:4 (1-1) | Seszele | Katatura, Namibia |

#### Mecz o 3. miejsce
23 lipca 2006
| Namibia | 3 – 2 (1-1) | Seszele | Katatura, Namibia |

#### Finał
23 lipca 2006
| Zambia | 2 – 0 (2-0) | Seszele | Katatura, Namibia |

## Faza pucharowa

### Półfinały
19 sierpnia 2006
| Zambia | 1 – 0 (0-0) | Botswana | Lusaka, Zambia |

17 września 2006
| Zimbabwe | 1 – 2 (0-1) | Angola | Harare, Zimbabwe |

## Finał
21 października 2006
| Zambia | 2 – 0 (0-0) | Angola | Lusaka, Zambia |

 

ZWYCIĘZCA COSAFA CUP 2006

ZAMBIA
 
TRZECI TYTUŁ